# Milú
Milú es un perro ficticio creado en 1929, un Grand Fox terrier de pelo duro y blanco, compañero de Tintín en la serie de historietas que lleva el mismo nombre que el protagonista, y cuyo nombre original (Milou) se debe a la primera novia del autor Hergé a la edad de 18 años (Marie-Louise Van Cutsem, llamada cariñosamente Milou). Por esta razón muchos cometen el error de que Milú se trata de una hembra. Sin embargo, las actitudes de la mascota y el constante uso de la palabra "chien" (en francés, perro) dejan en claro que Milú se trata de un macho. Amo y perro son tan inseparables que durante muchos años la serie sobre las aventuras del intrépido reportero se tituló Las aventuras de Tintín y Milú.

## Caracterización
En los primeros álbumes de la serie, Milú tiene un papel central, ya que es el único compañero de su dueño. Ambos mantienen verdaderas conversaciones, donde el perro ocupa por momentos el lugar de confidente y el de objetor.
A diferencia de su dueño, Milú se caracteriza por tener los pies más firmes en la tierra; no está obsesionado con la misión a cumplir, siendo su principal aspiración la tranquilidad, lo cual lo hace desconfiar muchas veces de las iniciativas de su amo (llegando incluso a reprochar algunas de ellas, como cuando considera una "carnicería" la matanza desenfrenada de animales que lleva a cabo Tintín en su aventura en el Congo).
Con todo, la actitud de Milú en sus primeros compases dista de lo mostrado en lo sucesivo. En Tintín en el País de los Soviets, nos encontramos a un can no muy precavido, algo rebelde con su amo y activamente antibolchevique.
A pesar de ser indeciso por momentos, Milú se deshace de sus vacilaciones cuando se trata de rescatar a Tintín, para lo cual recurre a su ingenio y su valor. No obstante, por momentos se permite dudar entre un hueso encontrado en el camino y su objeto fundamental de proteger a su amo.
Otra característica que se muestra de vez en cuando es la fascinación que ejerce el whisky para este perro, particularmente cuando se trata de la (ficticia) marca Loch-Lomond, lo cual le ocasiona no pocos dolores de cabeza. En este sentido, es muy parecido al Capitán Haddock, al punto tal que parece ser su prefiguración o nahual. El perro y el capitán son personajes del mismo orden, que equilibran con alegría lo que Tintín pueda tener de excesivamente sabio o virtuoso. Posiblemente es por esta razón que el papel de Milú se ve sensiblemente disminuido tras la aparición del Capitán Haddock en la serie.